# Droga A229 (Rosja)
Droga A229 (ros. Автомобильная дорога А229) – droga znaczenia federalnego w Rosji, znajdująca się w całości na obszarze obwodu królewieckiego. Łączy stolicę obwodu (Królewiec) z granicą rosyjsko-litewską, gdzie kontynuację trasy stanowi droga A7. W czasach istnienia ZSRR droga A229 poprowadzona była od Królewca do Wilna.

## Trasy międzynarodowe
Droga A229 jest częścią tras europejskich E28 oraz E77.
| Trasa | Przebieg                   |
| ----- | -------------------------- |
| E28   | Królewiec — granica RUS-LT |
| E77   | Tołpaki — Królewiec        |